# Lastau

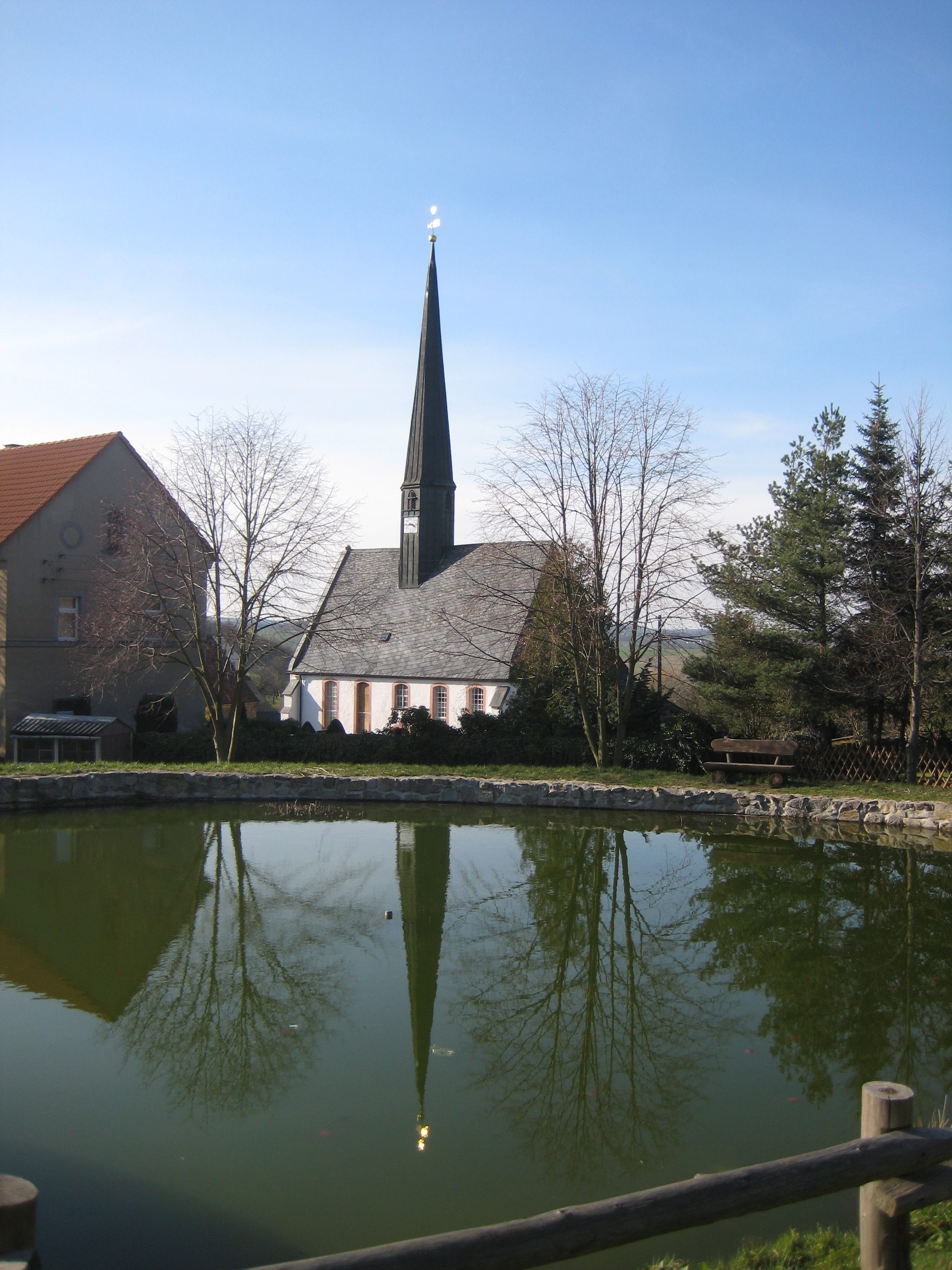
St.-Marien-Kirche Lastau

Burgberg bei Lastau

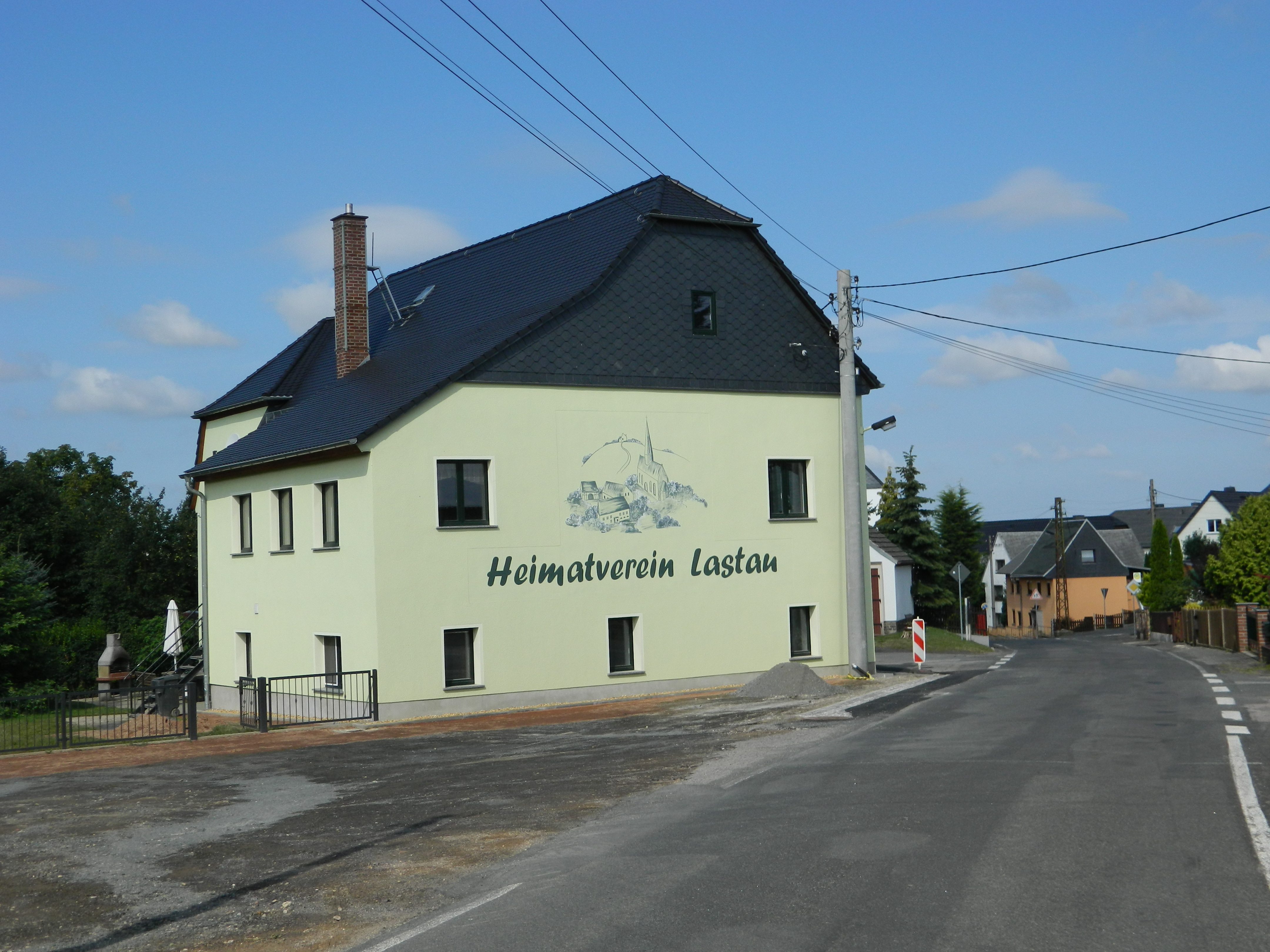
Mehrgenerationenhaus Lastau

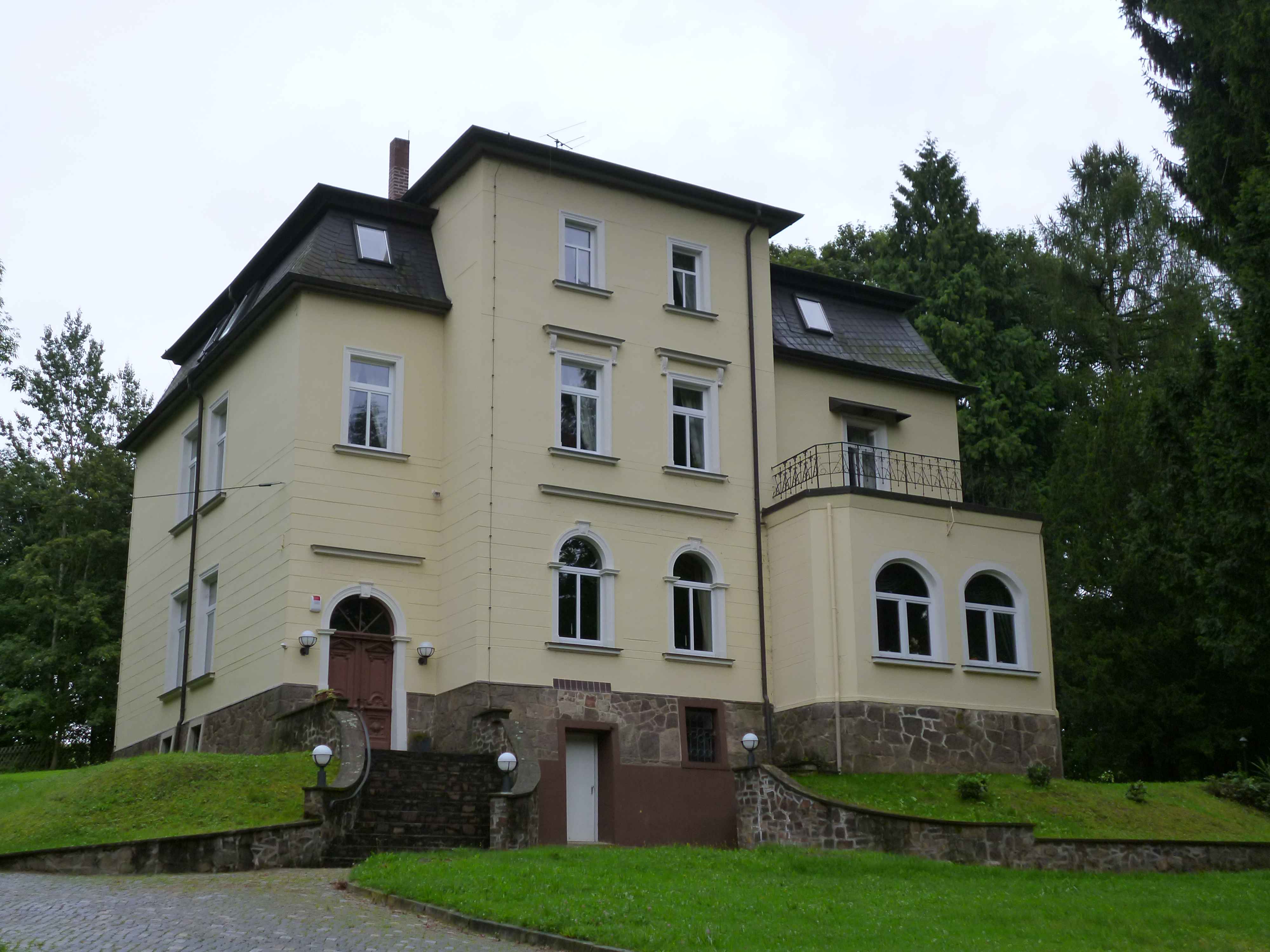
Jugendstilvilla in der Parkanlage an der Mulde

Lastau ist ein Ortsteil der Stadt Colditz im Landkreis Leipzig in Sachsen und hat ca. 240 Einwohner.

## Geschichte

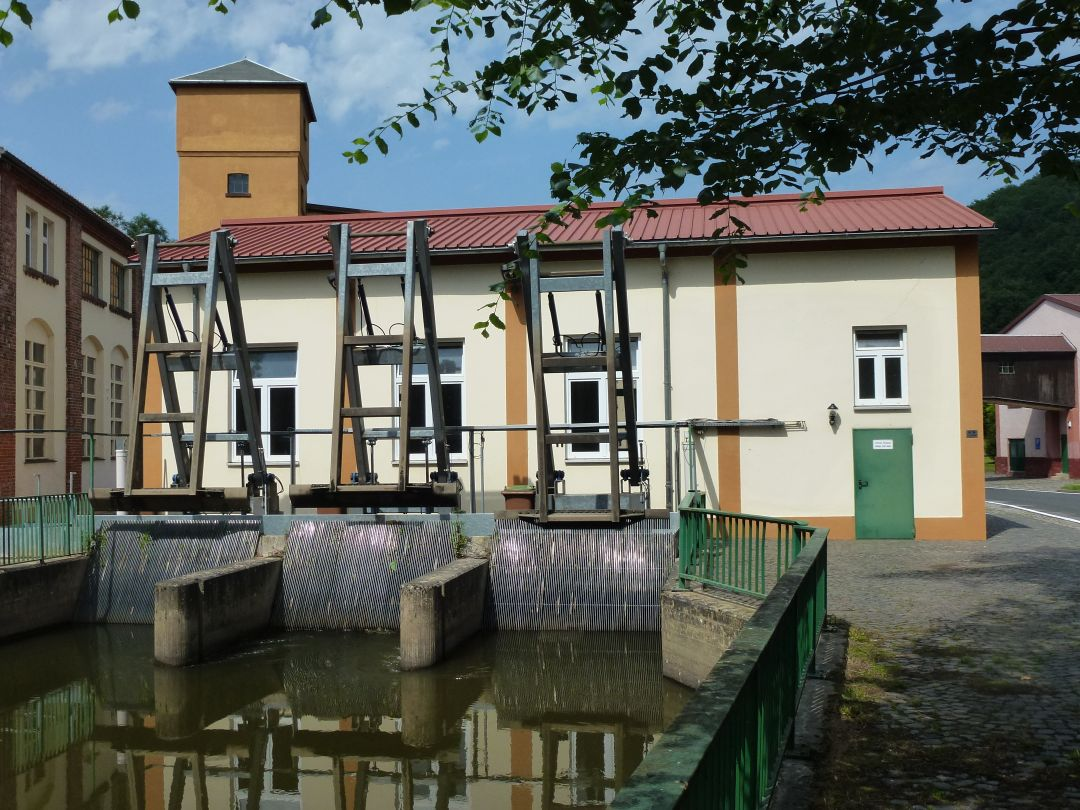
Wasserkraftwerk

Die Ersterwähnung erfolgte zu 981 als Lostatawa (slawisch) in der Chronik des Bischofs Thietmar von Merseburg.
Eine frühzeitliche Burganlage auf dem Burgberg wurde historisch irrtümlich als Stammburg des sächsischen Königshauses der Wettiner vermutet. 1888 erfolgte hier anlässlich der 800-Jahr-Feier des Fürstenhauses Wettin die Einweihung eines Aussichtsturmes. Dieser wurde Mitte April 1945 im Zweiten Weltkrieg durch amerikanischen Panzerbeschuss zerstört.
1220 verkauften die Brüder von Vesta/Kamenz das Dorf Loztowe an das Kloster Buch, nachdem sie es Markgraf Dietrich dem Bedrängten aufgelassen hatten. Markgraf Dietrich übertrug es an das Kloster. 1221 wurden Abtretung, Verzicht und Verkauf auf den Landgerichten in Schkölen, Altenburg und Collm bekräftigt, auch von ihrer Schwester Kunigunde. Die Übertragung wurde durch den Bischof von Meißen bestätigt, dessen Getreue die Brüder von Vesta/Kamenz waren, dabei wird Lastau als deren Eigengut bezeichnet. 1245 bestätigte Kaiser Friedrich II. diesen Besitz in Loztowe, hier werden die Brüder bereits als von Kamenz bezeichnet.
1265 kaufte das Kloster einen Berg bei Teitzig von den Brüdern von Kaltenborn, aufgelassen an die Herren von Colditz und von diesen an das Kloster übertragen, da in Lastau eine Mühle gebaut werden soll. Die Herren von Colditz versprachen dabei in Abstimmung mit ihrem Mühlenbesitzer in Colditz, zwischen Lastau und Colditz keine weitere Mühle zuzulassen. Der Markgraf von Meißen bestätigte diesen Vertrag und nahm die Güter in seinen Schutz. Dabei wurde den Brüdern erlaubt, in ihrem Wehr eine Reuse zum Hechtfang zu betreiben. Der Markgraf machte also auch im Gebiet der Herren von Colditz Rechte geltend. Als Zeuge wurde u. a. ein frater Waltherus, magister curiæ in Lozstowe genannt, der Hof der Herren von Vesta war zum Klosterhof geworden.
1337 nahm Markgraf Friedrich von Meißen einen Teil der Besitzungen des Klosters unter seinen Schutz, u. a. Lostowe im Distrikt Rochlitz (S/K 161). 1378 vereinigte der Bischof von Meißen auf Bitten des Abtes von Kloster Buch die Parochien Lastau und Zettlitz, wegen der Armut der Kirche in Zettlitz. 1378 hatte der Hof Lastau ein Kalb zu Ostern an das castrum Rochlitz zu liefern.
1548 nennt das Amtserbbuch von Kloster Buch zu Lastau „23 besessene Mann, darunter 12 Pferdner, die sind alle dem Kloster Buch lehen- und zinsbar“ mit 22 Hufen. Obergericht und Erbgericht liegen beim Kloster.
Der Ort war stets nach der Kirche Lastau gepfarrt, von 1378 bis zur Reformation Filialkirche von Zettlitz.
Seit 1265 ist an dem am Fuße des Ortes verlaufenden Fluss Zwickauer Mulde eine Mühle belegt, die in den 1950er und 1960er Jahren ein wichtiger Standort der Tapetenproduktion der DDR war. Sie wurde bis 1990 als Papierfabrik betrieben, heute findet man hier ein Fensterwerk sowie ein Wasserkraftwerk.
Der Ortsteil Aue (Straßenbezeichnung Goldene Aue) verläuft entlang der Auenlandschaft der Zwickauer Mulde. Der eigentliche Ortskern befindet sich erheblich höher, geografisch bereits im hügeligen Erzgebirgsvorland gelegen.
Auf dem Friedhof befinden sich die Grabstätten von zwei namentlich bekannten polnischen Männern, die während des Zweiten Weltkrieges nach Deutschland verschleppt und Opfer von Zwangsarbeit wurden.
Von 1968 bis 1980 war Christian Führer Pfarrer in Lastau. Er wurde als Mitinitiator der Montagsdemonstrationen in Leipzig bekannt, die 1989 u. a. die friedliche politische Wende in der DDR einleiteten (siehe unter anderem den Roman Nikolaikirche von Erich Loest).
Im Jahr 2006 feierte Lastau den 1025. Jahrestag seiner schriftlichen Ersterwähnung.
Der Ort wurde mehrfach für seine Entwicklung sowie das bürgerschaftliche Engagement ausgezeichnet.
Den kulturellen Kern bildet das vom Heimatverein Lastau und Umgebung e. V. gemeinsam mit den Einwohnern sanierte „Mehrgenerationenhaus“.

## Entwicklung der Einwohnerzahl
| Jahr    | Einwohnerzahl                            |
| ------- | ---------------------------------------- |
| 1548/51 | 23 besessene Mann, 46 Inwohner, 22 Hufen |
| 1764    | 23 besessene Mann, 3 Häusler, 22 Hufen   |
| 1834    | 287                                      |
| 1871    | 395                                      |

| Jahr | Einwohnerzahl |
| ---- | ------------- |
| 1890 | 426           |
| 1910 | 430           |
| 1925 | 420           |
| 1939 | 396           |

| Jahr | Einwohnerzahl |
| ---- | ------------- |
| 1946 | 508           |
| 1950 | 476           |
| 1964 | 406           |
| 1990 | 286           |